# Cerrophidion godmani
Cerrophidion godmani is een slang uit de familie adders (Viperidae) en de onderfamilie groefkopadders (Crotalinae).

## Naam en indeling
De wetenschappelijke naam van de soort werd voor het eerst voorgesteld door Albert Günther in 1863. Later werd de wetenschappelijke naam Lachesis godmani gebruikt. In het verleden werd de soort echter nog ingedeeld in het genus Bothriechis en staat hierdoor soms nog beschreven als Bothriechis godmani. De soortnaam godmani is een eerbetoon aan Frederick DuCane Godman, een Britse ornitholoog, entomoloog en lepidopterist.

## Verspreiding en habitat
Cerrophidion godmani komt voor van het zuidelijke deel van Mexico tot aan het westelijke deel van Panama. De habitat bestaat uit vochtige tropische en subtropische bergbossen en hoger gelegen graslanden. De soort is aangetroffen op een hoogte van ongeveer 1400 tot 3491 meter boven zeeniveau.

## Uiterlijke kenmerken
De slang bereikt een maximale lengte van 80 centimeter. De gemiddelde lichaamslengte is echter niet langer dan 50 centimeter. De kop van het dier heeft de 'pijlachtige' vorm die de slangen uit de adderfamilie typeert. De onderzijde van de kop en hals is licht van kleur. Vanaf de spitse neus tot aan de nek is de bovenzijde van de kop bruin gekleurd. Rondom de verticaal ovale pupil zijn de ogen roodbruin gekleurd. Naar buiten toe wordt de kleur echter steeds lichter. Vanaf de ogen tot de hals loopt een brede donkerbruine band welke na een korte onderbreking over het lichaam verder loopt. Het lichaam is licht gekleurd met lange donkerbruine vlekken welke in de lengte van het lichaam lopen.

## Gedrag
In tegenstelling tot de meeste groefkopadders brengt Cerrophidion godmani het grootste deel van de tijd niet in de bomen en struiken maar juist op de bodem door. De slang is voornamelijk overdag actief. Kleine holen en rotsspleten worden gebruikt als schuilplaats en om in te overnachten. Op het menu van deze slang staan kleine reptielen en kleine zoogdieren.

## Giftigheid
Net zoals alle adders is ook de beet van Cerrophidion godmani giftig. Er zijn niet veel registraties van beten door deze slang. Zo ver bekend is een beet van deze slang niet dodelijk maar veroorzaakt het gif flinke zwellingen en temperatuurverhogingen. Behandeling van de beet is wel noodzakelijk.

## Beschermingsstatus
Door de internationale natuurbeschermingsorganisatie IUCN is de beschermingsstatus 'veilig' toegewezen (Least Concern of LC).